# Тиберий Юлий Кандид Капитон
Тиберий Юлий Кандид Капитон (на латински: Tiberius Iulius Candidus Capito) е сенатор на Римската империя през 2 век.
Произлиза от фамилията Юлии. През 122 г. той е суфектконсул заедно с Луций Витразий Фламинин.